# Rusalky (opera)
Rusalky (ve francouzském originále Les Roussalkas) je opera o třech dějstvích francouzské skladatelky Henriette baronky Almaury de Maistre na libreto Edmonda Morvana podle básně Rusalka Alexandra Sergejeviče Puškina. Její premiéra se konala 14. března 1870 v bruselském divadle Théâtre royal de la Monnaie.

## Vznik, historie a charakteristika
Henriette-Marie Rapine du Nozet de Sainte-Marie, provdaná baronka Almaury de Maistre (1809–1875), byla francouzská skladatelka věnující se zejména církevní hudbě. Její hlavní skladby pocházejí z poslední doby jejího života, zejména Stabat Mater z roku 1867. Již dříve vznikla její jediná provedená opera Rusalky.
Libreto napsal spisovatel a básník Edmond Morvan – vlastním jménem Jacques-Michel-Edmond Bogros (1820–1888). Vzniklo podle básně Puškinovy epické básně Rusalka, tedy na stejný námět jako například opera Rusalka Alexandra Sergejeviče Dargomyžského z roku 1856. Původně také opera de Maistre nesla název Rusalka (La Roussalka) v jednotném čísle. Vznikla s nevelkým odstupem od Dargomyžského verze, ale partitura baronky de Maistre, nabídnutá Pařížské opeře, „dlouho odpočívala […] v krabicích naší Académie de Musique“. Nakonec de Maistreová dosáhla uvedení v hlavním (francouzskojazyčném) divadle v Bruselu, v Théâtre de la Monnaie. Podle muzikologa Manuela Couvreura k tomu mohly přispět politické důvody: Brusel byl centrem exilu před režimem Napoleona III., zejména royalistů, k nimž de Maistreová patřila. Pro toto uvedení přikomponovala skladatelka baletní scény, které patřily k nejlépe přijatým částem opery.
Zmínky v tisku se shodují, že bruselské divadlo vypravilo Rusalky velmi pečlivě. Scéně a zejména kostýmům byla věnována mimořádná pozornost; také výkony zpěváků (méně baletu) byly všeobecně oceňovány. Premiéře byla přítomna belgická královna Marie-Henriette; o přestávce si dala baronku de Maistre zavolat a zahrnula ji komplimenty.
List L'Écho du Parlement belge především poukazoval na to, že v Paříži Rusalky odmítli, a ptal se: „jaktože naši umělci narážejí na tolik obtíží, chtějí-li nechat hrát své dílo v [Théâtre de] la Monnaie, zatímco cizí umělci – co díme! – cizí amatéři, zcela neznámí, jsou přijímáni ihned a uváděni za nejlepších podmínek?“ O hudbě samotné míní: „Je tam mnoho banalit, mnoho slabin, zejména co do vykreslení situací, nad nimiž autorka jaksi přelétá jako motýl, aniž by se snažila charakterizovat, co se děje.“ Uznával, že na amatéra je to dosti dobrý kus, ale pochyboval, zda orchestrace skutečně pocházela od de Maistreové. Poukazoval na to, že premiérové obecenstvo nebylo četné, ale i když části diváků se Rusalky nelíbily, jiná část připravila dílu příznivé přijetí – podle recenzenta ze „shovívavosti nebo galantnosti“. I recenzent L'Indépendance o Rusalkách referoval spíše chladně. V prvním dějství ocenil úvodní sbor a kuplety Prospera a Catherine, jakož i závěrečné odsouzení Catherine, zatímco ústřední scénu – duet Ivana a Catheriny – měl za málo dramatickou. První obraz druhého dějství považoval za zbytečný dramaticky i hudebně, druhý za nevyrovnaný a celkově málo výrazný. Porovnával operu s Adamovým baletem Giselle v neprospěch Rusalek. Lutyšský deník La Meuse informoval, že „všimli jsme si pár půvabných kousků, ale celku chybí inspirace a vřelost“.
Referáty v Paříži byly poněkud odlišné, například Le Sport tvrdí, že „[v]elmi úctyhodný úspěch nové partitury paní baronky de Maistre byl konstatován se svornou lichotivostí veškerým tiskem“ a že srovnání s Giselle „dopadlo ke cti paní de Maistre“. Podobně La Sylphide hovoří o „nezměrném úspěchu“ Rusalek v Bruselu. La Liberté referovala, že „libreto bylo shledáno prostředním, partitura však byla uvítána nejvřelejšími ovacemi,“ a naznačoval, že se chystá uvedení druhé opery de Maistreové v Paříži (nestalo se tak). Markýz Jules d'Aouts v Annales de la Société libre des beaux-arts píše: „provedení opery paní de Maistre na velkém jevišti Théâtre de la Monnaie byl [její] první dosažený úspěch a přijetí, které jí uměnímilovné bruselské obecenstvo uchystalo, ho potvrdilo co nejlichotivěji pro tuto zasloužilou hudebnici, jež zasvětila svůj život božskému umění Beethovenů a Mozartů.“ I list Le Figaro a hudební magazín Le Ménéstrel alespoň v krátké noticce zmínily, že Rusalky mají „pěkné melodie plné jemných nuancí“.
Zato přímo z Bruselu E. Eeckhoutte referoval pro La Comédie: „Tato opera zůstává nadmíru mnoho dlužna co do hudební hodnoty: orchestrace je chudá, chybí jí barva a zaokrouhlenost; téměř všechny sbory jsou psány jednohlasně, ve špatném italském stylu. Všechny melodie, árie a duety, ve kterých jsou jistě pěkné pasáže, postrádají původnost a podobají se tisícům jiných. Při druhém provedení zelo divadlo prázdnotou.“ A šéfredaktor La Comédie Paul Ferry v témže listu ironizoval: „Rusalky jsou dílem jisté vysoce postavené dámy, která se pokusila odhalit svou hudební genialitu v Paříži. Paříž byla hluchá. Ještě že kolem náhodou procházel pan Vachot [ředitel La Monnaie]. Bruselané si poslechli Rusalky první večer a druhý už se nevrátili. Ale madam de Maistre má jistě v kapse smlouvičku, které je přinutí vyslechnout její mistrovské dílo potřetí.“
Skutečně se odehrála jen tři představení, poslední 8. dubna 1895 jako dobročinné. V dějinách bruselského operního divadla charakterizuje Jacques Isnardon přijetí Rusalek jako „succès d'estime“ – tedy přijetí s úctou spíše než s nadšením. V Paříži ani jinde již Rusalky baronky de Maistre uvedeny nebyly.

## Osoby a první obsazení
| osoba                                         | hlasový obor | premiéra (14. března 1870)       |
| --------------------------------------------- | ------------ | -------------------------------- |
| Catherine                                     | soprán       | Fidès Devries                    |
| Kníže Léo                                     | baryton      | Eugène-Louis Troy                |
| Ivan                                          | tenor        | Auguste-Jacques-Étienne Peschard |
| Prosper, Catherinin otec                      | bas          | Aujac                            |
| …                                             | bas          | Maurel                           |
| Svatebčané; panští hosté knížete Léa; rusalky |              |                                  |

## Děj opery

### 1. dějství
Krajina s mlýnem a jezerem. Připravuje se svatba mezi mlynářovou dcerou Catherine a jejím snoubencem Ivanem, který se nedávno vrátil z cest. Jeden z hostů, Prosper, vypráví legendu o rusalkách (balada Sur cette rive déserté). Jen nevěsta Catherine je zasněná a zasmušilá (romance Dans cette chaumière obscure). Požádá Ivana o rozhovor o samotě. V něm mu vyjeví, že mu po dobu jeho nepřítomnosti nezachovala věrnost, nýbrž se odevzdala jinému, a že ho už nemiluje. Ivan po krátkém výbuchu hněvu Catherine opouští; z jejich svatby musí sejít (duet Quand je vous quitte sans courage.
Catherine očekává svého milého, kterým je místní kníže Léo. Místo něho se ale dostaví knížecí páže: přináší Catherine váček s penězi a oznamuje, že ji už kníže nechce vidět. Catherine si z toho ovšem zoufá; což teprve, když přispěchá její otec a dozví se o celé věci. Laje své dceři jako prodejné dívce a vyhazuje ji z domu. Rovněž sousedé sezvaní na svatbu a zvědaví, proč z ní sešlo, vyjadřují Catherine své mravní opovržení. Zoufalá Catherine nachází smrt v blízkém jezeře.

### 2. dějství
(1. obraz) Sál v knížecím zámku. Kníže Léo vede zahálčivý a zhýralý život, ale i jeho společníci si z krátkého trvání jeho lásek, a zejména z té poslední k Catherine, tropí žerty. Léa tráví výčitky svědomí; zdá se mu, že slyší Catherinin hlas. Aby ho rozptýlili, vydávají se s ním přátelé na noční lov.
(2. obraz) Stejná krajina jako v prvním dějství, noc. U vody tančí rusalky – duchové utonulých dívek. Ta, která byla donedávna Catherine, žaluje na svou lásku. – Na lovu sem zabloudí kníže Léo (árie Quelle force inconnue en ces lieux me ramène). Potkává rusalku-Catherine, která se mu zdá ještě krásnější, než dříve, a je k ní neodolatelně přitahován. Rusalka ho chce nejdříve utopit, ale smilování a vzpomínka na lásku v ní vítězí; klekání oznámí konec její moci a rusalka se vrací do jezera, zanechávajíc knížete na břehu (závěrečný sbor Vengeance, et qu'ainsi gémissent).